# 너와 나의 21세기
"너와 나의 21세기"는 2009년에 개봉한 대한민국의 영화이다.

## 캐스팅
- 한수연 : 수영 역
- 이환 : 재범 역
- 신현호 : 상일 역
- 최소은 : 은아 역
- 안민영 : 권 팀장 역
- 이재희 : 김익 역